# Johannes Huber (Politiker, 1987)

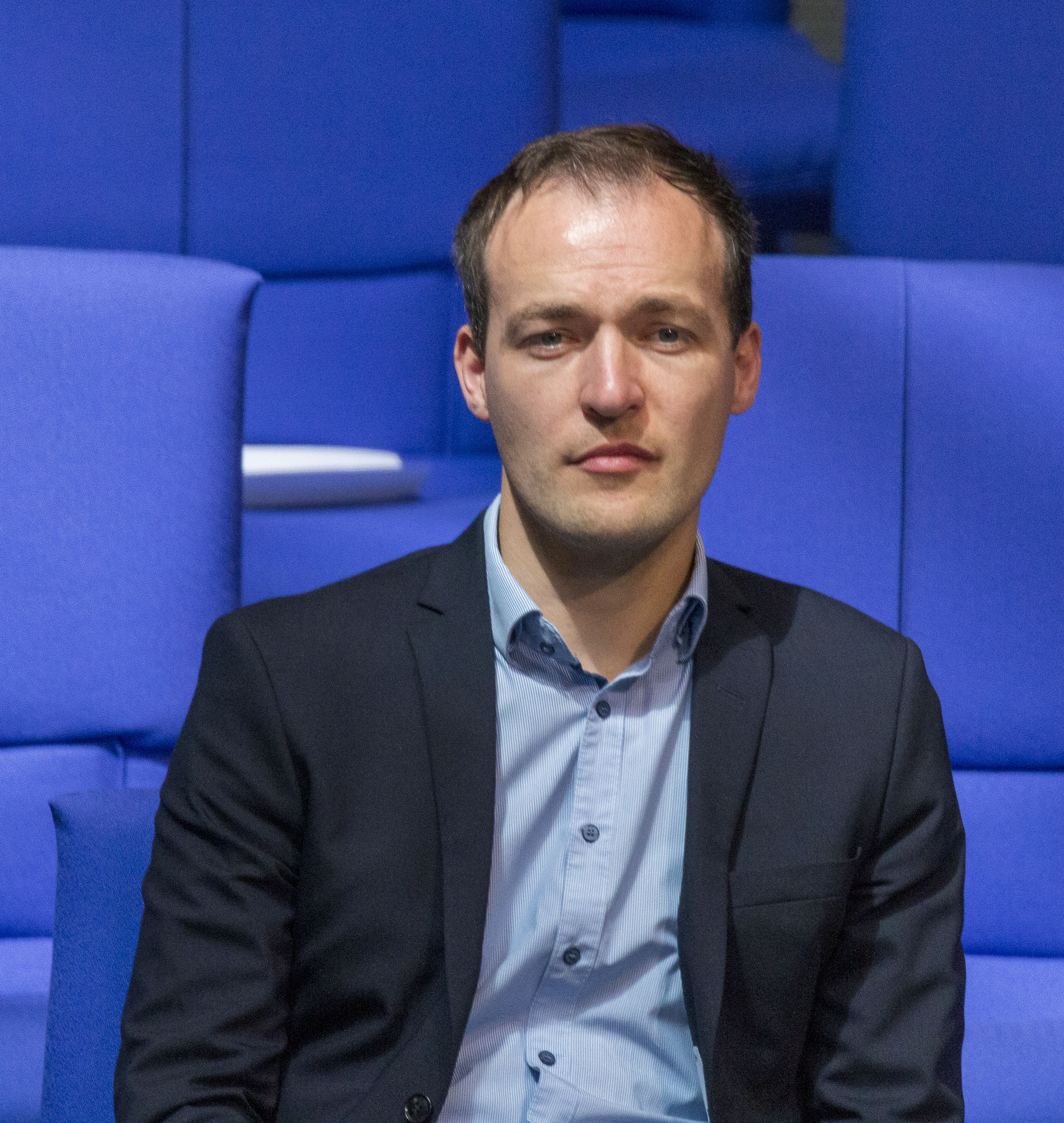
Johannes Huber (2020)

Johannes Huber (* 12. Januar 1987 in Moosburg an der Isar) ist ein deutscher Politiker (parteilos, bis 2021 AfD). Er war von 2017 bis 2025 Mitglied des Deutschen Bundestags, bis Dezember 2021 als Mitglied der AfD-Fraktion, anschließend als fraktionsloser Abgeordneter.

## Werdegang
Huber wuchs mit sechs Geschwistern auf einem Bauernhof in Niederbayern auf. Er schloss ein Studium der Soziologie an der Katholischen Universität Eichstätt-Ingolstadt als Diplom-Soziologe ab.
Bis zu seinem Parteiaustritt im Dezember 2021 war er Kreisvorsitzender der AfD Freising-Pfaffenhofen.

## Positionen
Die Wochenzeitung Die Zeit berichtete nach Hubers Wahl in den Bundestag 2017, dass er sich in Interviews innerhalb der AfD moderat positioniert habe. Laut der Süddeutschen Zeitung hingegen seien ihm später „Tendenzen zum völkischen ‚Flügel‘ der AfD“ nachgesagt worden.
Huber gehörte nach Recherchen von Zeit Online aus dem Jahr 2018 zu jenen 18 Bundestagsabgeordneten der AfD, die rechtsextreme Mitarbeiter für ihre Mandatsaufgaben und parlamentarische Arbeit beschäftigten: Seine Büroleiterin Linn Deborah Kuppitz moderiere Die Woche Compact, eine politische Sendung bei Compact TV, dem Videokanal der Zeitschrift Compact, dessen Chefredakteur Jürgen Elsässer ist. Von Tobias Teich, einem weiteren persönlichen Mitarbeiter Hubers, kursierte ein Foto auf Facebook, das ihn feixend mit einem Sympathisanten der unter Beobachtung des Verfassungsschutzes stehenden Identitären Bewegung zeigt. Gegenüber dem Münchner Merkur sah Huber die Berichte als Kampagne an: „Da werden Kontexte gesucht, um meine Mitarbeiter zu diskreditieren und damit auch mich.“ Im November 2020 wurde Huber vorgeworfen, in einer Telegram-Gruppe des Rechtsextremisten Attila Hildmann dazu aufgerufen zu haben, Druck auf politische Gegner auszuüben. Zudem soll er in den Gebäuden des Deutschen Bundestages Politiker anderer Fraktion ohne deren Erlaubnis gefilmt haben; nach seiner Aussage war er im räumlichen Bereich der CDU/CSU- und SPD-Bundestagsfraktion unterwegs, um Unterschriftensammlungen zu einer Petition an deren Politiker zu übergeben.
Zu Beginn der COVID-19-Pandemie im Frühjahr 2020 unterstützte die AfD noch den Regierungskurs zur Pandemiebekämpfung. Johannes Huber war laut Recherchen der Süddeutschen Zeitung einer der ersten innerhalb seiner Partei, die sich von dieser Parteilinie abwandten. Ende November 2021 schrieb er in einer geschlossenen Telegram-Gruppe eine Anleitung, wie man bei einem PCR-Test auf eine Covid-19-Infektion ein falsch positives Testergebnis erreichen könne. So könne man nach zwei Wochen Quarantäne den Status eines Genesenen erreicht haben und sei trotz fehlender Impfung nicht den Zugangsbeschränkungen durch die 2G-Regel unterworfen. Als seine Äußerungen öffentlich bekannt wurden, schrieb er, dass seine Anleitung offensichtlich unbrauchbar und „erkennbar nicht ernst“ gemeint gewesen sei.
Äußerungen in einem weiteren Telegram-Chat, über den Kontraste am 30. Dezember 2021 berichtete, enthielten nach der Einschätzung von Gideon Botsch „eine Reihe von Signal-Wörtern, die in den konkreten Verwendungszusammenhängen eindeutig auf antisemitische und rechtsextreme Verschwörungsnarrative verweisen“. So verbreitete Huber u. a. Verschwörungstheorien über eine angebliche Einsetzung der EU-Kommission durch George Soros, welcher ein Rothschild-Agent sei. Des Weiteren wurde eine Zusammenarbeit von Huber mit Attila Hildmann im Mai 2020 bei der Erstellung einer Petition belegt. Huber bezog sich auch darüber hinaus positiv auf Hildmann und dessen verschwörungsideologische Positionen.

## Abgeordneter
Bei der Bundestagswahl 2017 zog Huber auf Landeslistenplatz 13 der AfD Bayern in den Bundestag ein. Im 19. Deutschen Bundestag war Huber Obmann des Petitionsausschusses. Zudem gehörte er als ordentliches Mitglied dem Ausschuss für Familie, Senioren, Frauen und Jugend sowie dem Kinderausschuss an. Huber war darüber hinaus stellvertretendes Mitglied im Ausschuss für Ernährung und Landwirtschaft und im Unterausschuss Bürgerschaftliches Engagement.
Bei der Bundestagswahl 2021 gelang Huber auf Platz 6 der Landesliste erneut der Einzug in den 20. Deutschen Bundestag. Ende Dezember 2021 erklärte er, die Partei und Bundestagsfraktion zum Jahreswechsel zu verlassen. Hintergrund seines Austritts war nach Informationen der Tagesschau ein geleakter Chatverlauf, in dem sich Huber laut Gideon Botsch antisemitisch äußerte. Er war nach seinem Austritt fraktionsloser Abgeordneter und schied 2025 mit Ende der Wahlperiode aus dem Parlament aus.